# Blue Murder

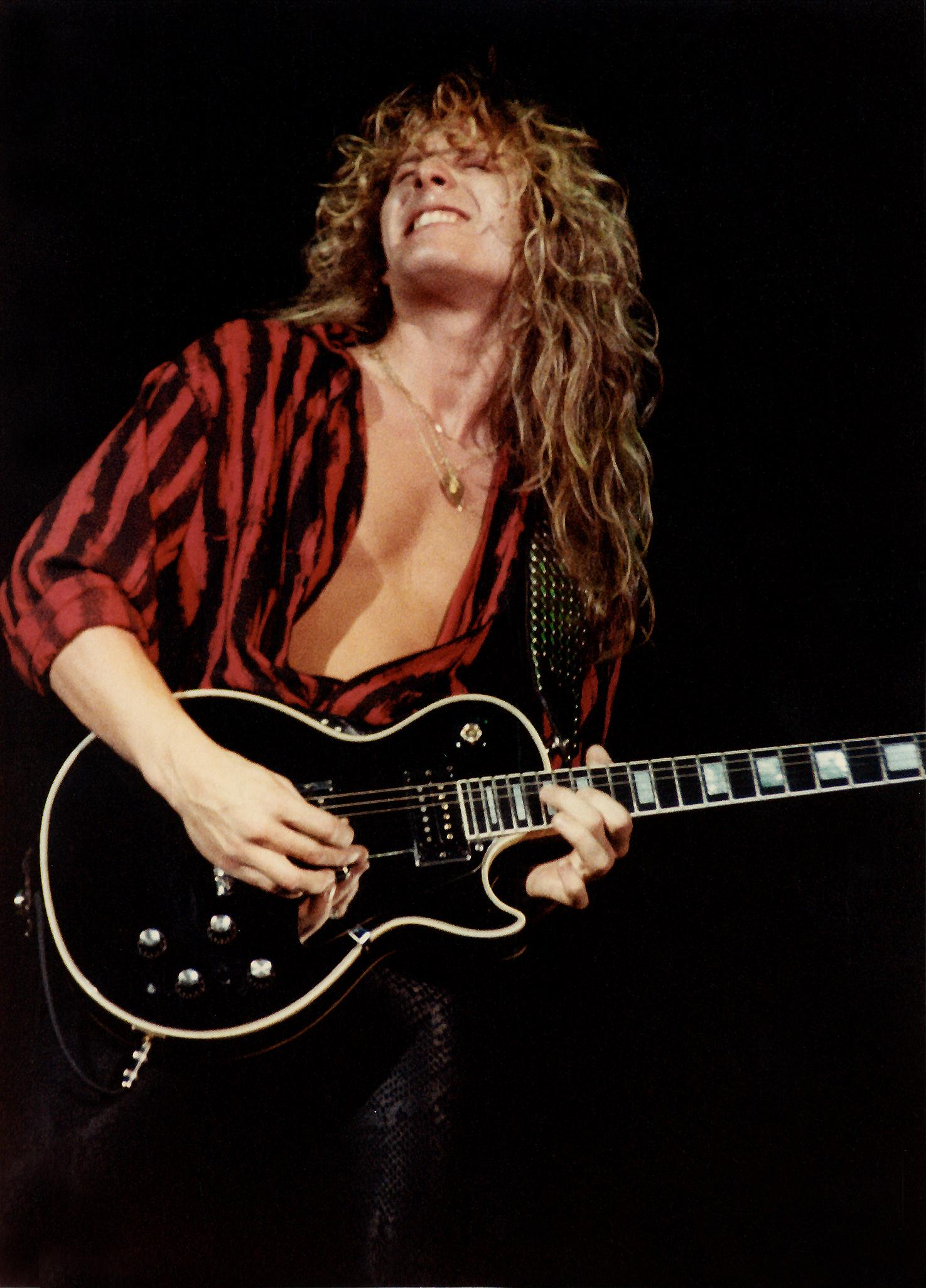
Джон Сайкс (1984)

Blue Murder — английская хард-рок группа, основанная бывшим участником Whitesnake, Tygers of Pan Tang и Thin Lizzy гитаристом Джоном Сайксом.

## История
Группа Blue Murder основана Джоном Сайксом в 1988 году. Сайкс был важной частью Whitesnake и внёс большой вклад в одноимённый альбом, ставший мультиплатиновым, поэтому лейбл Geffen Records подписал с ним контракт сразу после увольнения из группы.
На этапе становления Blue Murder частью проекта был барабанщик Кози Пауэлл, с которым Сайкс играл в Whitesnake. Бывший вокалист Black Sabbath и Badlands Рэй Гиллен также принял участие в ранних демозаписях. Кроме того, с группой некоторое время сотрудничали Тони Мартин, заменивший Гиллена в Black Sabbath, Дерек Сент-Холмс и Дэвид Глен Эйсли. Сравнив исходные демоверсии, на которых пел Сайкс, с более поздними записями с участием Рэя Гиллена, A&R-менеджер Джон Калоднер предложил Сайксу остаться главным вокалистом группы.
Blue Murder выпустили два студийных альбома: Blue Murder в 1989 году и Nothin' But Trouble в 1993 году. В 1994 году вышел концертный альбом Screaming Blue Murder, который изначально предназначался только для японских слушателей, но позднее стал доступен и в других странах через iTunes. Лейбл прекратил сотрудничество с группой в середине 1990-х. Состав Blue Murder неоднократно менялся, единственным неизменным музыкантом оставался сам Сайкс. В 1995 году он выпустил альбом Out of My Tree с бывшими участниками группы Марко Мендосой и Томми О’Стином, тем самым Blue Murder официально прекратила существование, став сольным проектом Сайкса.
5 апреля 1998 года барабанщик Кози Пауэлл погиб в автокатастрофе. 13 марта 2016 года клавишник Ник Грин скончался от рака.

## Участники группы
- Джон Сайкс — вокал, соло-гитара, 12-струнная акустическая гитара (1988—1994)
- Тони Франклин — бас, безладовый бас, клавишные, бэк-вокал (1988—1992)
- Кармайн Аппис — ударные, перкуссия, литавры, гонг, бэк-вокал (1988—1992)
- Марко Мендоса — бас, бэк-вокал (1992—1994)
- Томми О’Стин — ударные, перкуссия, бэк-вокал (1992—1994)
- Кози Пауэлл — ударные, перкуссия (1988, умер в 1998 году)
- Ник Грин — клавишные, бэк-вокал (1988—1994, умер в 2016 году)
- Рэй Гиллен — ведущий вокал (1988, умер 1993)

## Дискография
- Blue Murder (1989)
- Nothin' but Trouble (1993)
- Screaming Blue Murder (1994)